# Гранитное (Приозерский район)
Гранитное (до 1948 года Капеасалми, фин. Kapeasalmi) — посёлок в  Севастьяновском сельском поселении Приозерского района Ленинградской области.

## История

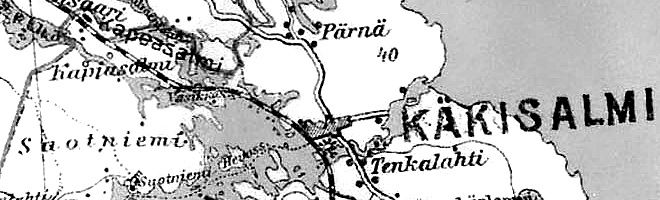
Деревня Капеасалми на финской карте 1923 года

До 1939 года деревня Капеасалми входила в состав волости Ряйсяля Выборгской губернии Финляндской республики. 
С 1 января 1940 года в составе Карело-Финской ССР.
С 1 августа 1941 года по 31 июля 1944 года финская оккупация.
С 1 ноября 1944 года в составе Липольского сельсовета Кексгольмского района.
С 1 января 1945 года в составе Сепянъярвского сельсовета.
С 1 октября 1948 года в составе Севастьяновского сельсовета Приозерского района.
С 1 января 1949 года учитывается как деревня Гранитное.
С 1 июня 1954 года в составе Богатырёвского сельсовета. В 1954 году деревня насчитывала 97 жителей.
С 1 февраля 1963 года — в составе Выборгского района.
С 1 января 1965 года — вновь в составе Приозерского района. В 1965 году деревня насчитывала 70 жителей. 
По данным 1966, 1973 и 1990 годов посёлок Гранитное входил в состав Богатырёвского сельсовета.
В 1997 году в посёлке Гранитное Богатырёвской волости проживали 3 человека, в 2002 году — 8 человек (русские — 75 %).
В 2007 и 2010 годах в посёлке Гранитное Севастьяновского СП проживали 4 человека.

## География
Посёлок расположен в северной части района на автодороге Проточное — Гранитное.
Расстояние до административного центра поселения — 12 км.
Расстояние до ближайшей железнодорожной станции Кузнечное — 7 км. 
Посёлок находится на обоих берегах Рыбацкого пролива озера Вуокса.

## Демография
| 2007 | 2010 | 2017 |
| ---- | ---- | ---- |
| 4    | →4   | ↘1   |

## Улицы
Молодёжная, Прибрежная, Рыбацкая, Хвойная.